# AAL
AAL (англ. ATM Adaptation Layer — уровень адаптации ATM) — правила, определяющие способ подготовки информации для передачи по сети ATM. Один из уровней ATM.
Задача AAL — разбиение потока данных на ATM-ячейки и его обратная сборка.
Классы:
- AAL-0 — (резервный): прямой интерфейс к уровню AAL, включён в стандарт, чтобы предоставить возможность производителям устройств пренебречь уровнем AAL;
- AAL-1 — (передача голоса): синхронный (доставка данных без буферизации) с постоянной скоростью и с поддержкой соединений;
- AAL-2 — (передача видео): синхронный с переменной скоростью и с поддержкой соединений;
- AAL-3 — (передача данных): асинхронный с переменной скоростью и с поддержкой соединений;
- AAL-4 — (работа с IP-сетью): асинхронный с переменной скоростью и без соединения, отличается дополнительным 4-байтовым заголовком в области рабочей нагрузки ячейки ATM;
- AAL-5 — (сигнальная информация, IP over ATM, Ethernet over ATM, SMDS, LANE): асинхронный с переменной скоростью, с поддержкой соединений, с упрощённой схемой заголовка. Берёт на себя контроль за последовательностью данных, для индикации последней передаваемой ячейки использует бит Payload Type Indicator (PTI).